# Луций Марций Септим
Лу́ций Ма́рций Септим (лат. Lucius Marcius Septimus; умер после 206 года до н. э.) — римский военачальник, участник Второй Пунической войны. Сражался на испанском театре боевых действий. На время возглавил армию проконсула Гнея Корнелия Сципиона Кальва после его гибели (в 212 или 211 году до н. э.), в 206 году до н. э. воевал под началом Публия Корнелия Сципиона (впоследствии Африканского).

## Биография
Луций Марций принадлежал к всадническому сословию. Тит Ливий называет его сыном Септимия. Он упоминается в источниках в связи с двумя событиями Второй Пунической войны в Испании. В 212 или 211 году до н. э. Септим был военным трибуном в армии проконсула Гнея Корнелия Сципиона Кальва, действовавшей в этом регионе против карфагенян. По словам Тита Ливия, на тот момент Луций был молод, но уже много лет прослужил под началом Сципиона, имел хороший боевой опыт, отличался энергией и мужеством. Гней Корнелий в одном из неудачных сражений погиб; Септим принял командование на себя и собрал разбежавшихся было солдат, с которыми присоединился к легату Тиберию Фонтею. Объединённая римская армия отступила к северу от реки Ибер. Там солдаты выбрали себе нового командира — Луция Марция. Он отразил нападение карфагенян во главе с Гасдрубалом, сыном Гискона, а потом контратаковал. Благодаря внезапности римляне смогли разбить врага, расположившегося в двух лагерях.
После этой победы карфагеняне отступили за Ибер. Луций же в начале 211 года до н. э. направил в Рим отчёт, в котором назвал себя пропретором. Сенаторов это насторожило, как и сам факт избрания командующего солдатами, а потому они не утвердили Луция в новой должности. Позже наместником Испании стал Гай Клавдий Нерон, к которому Септим присоединился вскоре после его высадки в Тарраконе (211 или 210 год до н. э.).
Второе упоминание о Луции Марции относится к 206 году до н. э. Тогда Септим был легатом в армии Публия Корнелия Сципиона (впоследствии Африканского); в битве при Илипе он командовал вместе с Марком Юнием Силаном одним из флангов римской армии. В ходе боя оба фланга выдвинулись вперёд по сравнению с центром, и это обеспечило римлянам убедительную победу. Позже Сципион отправился в Нумидию, на переговоры с царём Сифаксом. Септим остался его заместителем в Тарраконе, а по возвращении командующего был отправлен с третью войска осаждать Кастулон. Этот город был взят только после того, как осаду возглавил сам Сципион.
В дальнейшем Луций Марций подчинил Риму общины к югу от Бетиса. Во главе корпуса велитов он отправился к Гадесу действовать против закрепившегося там Магона Баркида: жители города обещали сдаться римлянам. В пути Луций разбил четырёхтысячное войско иберов, союзных Карфагену. Вскоре он узнал, что Магон раскрыл измену, и отступил. Септим сопровождал Сципиона в новом походе на Гадес, когда тот встретился с нумидийским царевичем Масиниссой; по данным некоторых источников, именно он заключил союзный договор с Гадесом, когда Магон Баркид уплыл на восток, и завершил таким образом вытеснение карфагенян из Испании.
Согласно Полибию, когда Сципион уезжал из Испании (конец 206 года до н. э.), он оставил Луция Марция одним из временных командующих в этом регионе (наряду с Силаном). После этого Септим уже не упоминается в источниках.